# Boeschepe

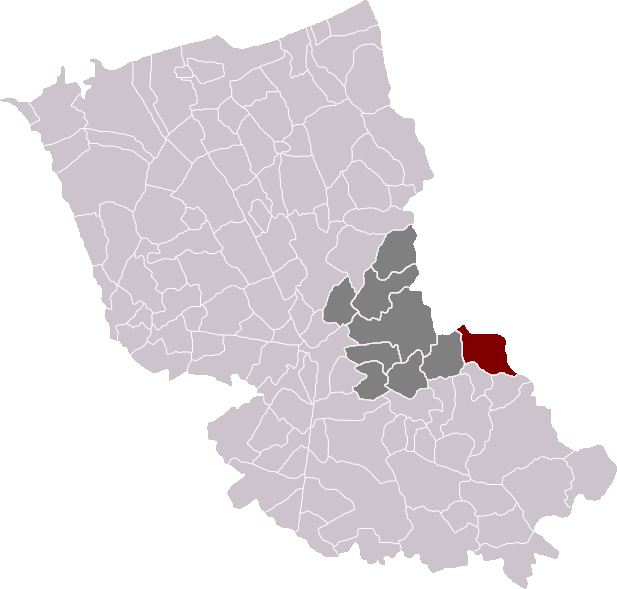
Localització de Boeschepe

Boeschepe (en neerlandès Boeschepe, en flamenc occidental Boeschepe) és un municipi francès, situat a la regió dels Alts de França, al departament del Nord, que forma part de la Westhoek. L'any 2006 tenia 2.177 habitants. Limita al nord amb Poperinge, a l'oest amb Godewaersvelde, a l'est amb Heuvelland, al sud amb Berthen i al sud-est amb Saint-Jans-Cappel.

## Demografia
| Evolució de la població |       |       |       |       |       |       |       |       |
| 1793                    | 1800  | 1806  | 1821  | 1831  | 1836  | 1841  | 1846  | 1851  |
| 1 758                   | 1 473 | 1 692 | 1 862 | 1 935 | 1 975 | 1 938 | 1 953 | 1 985 |

| 1856  | 1861  | 1866  | 1872  | 1876  | 1881  | 1886  | 1891  | 1896  |
| ----- | ----- | ----- | ----- | ----- | ----- | ----- | ----- | ----- |
| 1 954 | 2 011 | 2 103 | 2 201 | 2 241 | 2 175 | 2 222 | 2 234 | 2 208 |

| 1901  | 1906  | 1911  | 1921  | 1926  | 1931  | 1936  | 1946  | 1954  |
| ----- | ----- | ----- | ----- | ----- | ----- | ----- | ----- | ----- |
| 2 184 | 2 284 | 2 180 | 2 064 | 2 093 | 1 969 | 2 058 | 2 111 | 2 089 |

| 1962  | 1968  | 1975  | 1982  | 1990  | 1999  | 2006 | 2011 | 2016 |
| ----- | ----- | ----- | ----- | ----- | ----- | ---- | ---- | ---- |
| 2 085 | 2 015 | 1 883 | 1 747 | 1 906 | 2 012 | -    | -    | -    |

| 2019 | - | - | - | - | - | - | - | - |
| ---- | - | - | - | - | - | - | - | - |
| -    | - | - | - | - | - | - | - | - |

## Administració
| Període   | Identitat            | Partit |
| --------- | -------------------- | ------ |
| 1989-1995 | Jean-François Raoult |        |
| 1995-2001 | Roger Hallosserie    |        |
| 2001-     | Pierre Bourgeois     |        |